# 易誠禮
易誠禮 CBE JP（1938年11月13日—）是前香港司級官員，早年就讀伯明翰 King Edward VI Grammar School，曾任職經濟司（1986年5月－1987年2月）、副財政司（1987年3月16日－1988年）、房委會委員，1989年4月返回英國，現任英國廣播公司顧問。此外，易誠禮已婚，兒子於1964年出生。